# 巴提耶區
35°54′59″N 1°50′17″E / 35.91639°N 1.83806°E

巴提耶區（阿拉伯语：‎），是阿爾及利亞的行政區，位於該國北部，由艾因迪夫拉省負責管轄，首府設於巴提耶，面積382平方公里，2008年人口15,727，人口密度每平方公里41人。